# Heinzenmühle (Satteldorf)

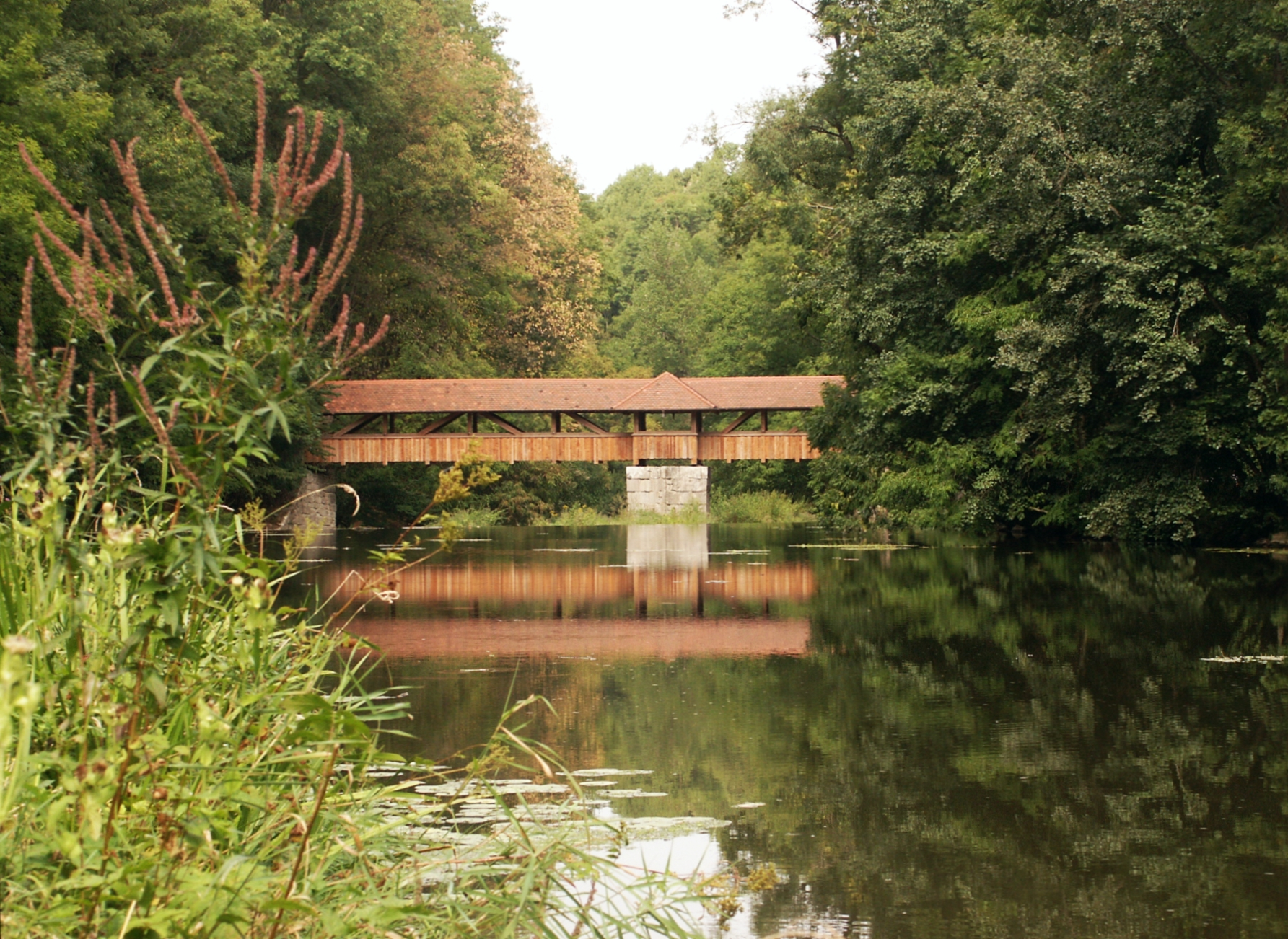
Brücke bei der Heinzenmühle

Die Heinzenmühle ist eine ehemalige Mahl- und Sägmühle, die im Ortsteil Gröningen der Gemeinde Satteldorf liegt.

## Geographie
Die ehemalige Mühle und heutige Ruine liegt im Gemeindegebiet von Satteldorf knapp einen Kilometer südöstlich des Gröninger Dorfes Bölgental im tief eingeschnittenen Muschelkalktal der Jagst am rechten Flussufer.
Sie liegt an einem Wanderweg, der zur nahegelegenen Hammerschmiede führt, die im Jahr 1804 erbaut wurde. Wenige Schritte von den Grundmauern der abgegangenen Mühle quert ein überdachter hölzerner Steg den Fluss, der Heinzenmühlensteg. Er wurde 1998 in einer Gemeinschaftsaktion der Gewerblichen Schulen Crailsheim mit der Bürgerschaft erneuert. Zuvor ist für 1982 ein Einsatz des THW für den Steg erwähnt.

## Geschichte
Die Heinzenmühle wurde erstmals im Jahre 1357 urkundlich als Mahl- und Sägemühle erwähnt. Nachdem sie 1649 zerfallen und 1712 wieder aufgebaut worden war, wurde sie im Jahr 1848 erweitert. 1965 brannte sie teilweise ab und wurde 1973 endgültig abgebrochen.
1468 ist ein Müller Contz von der Heinzenmühle erwähnt. Ein Hof bestand bis 1970. Die Bewohner wurden „wegen Stauseeplanung umgesiedelt“.
Im Jahr 1975 errichtete dann die Gemeinde Satteldorf einen Rastplatz für Wanderer auf den Grundmauern des Hauptgebäudes. Eine steinerne Inschrift verweist mit Jahreszahlen auf geschichtliche Ereignisse der ehemaligen Mühle.